# Schizothorax prenanti
Schizothorax prenanti är en fiskart som först beskrevs av Tchang, 1930.  Schizothorax prenanti ingår i släktet Schizothorax och familjen karpfiskar. Inga underarter finns listade i Catalogue of Life.